# Aineffe
Aineffe (en wallon Ênèfe) est un village de Hesbaye occidentale, dans la province de Liège, en Belgique. Il est aujourd'hui administrativement rattaché à la commune de Faimes (Région wallonne de Belgique). C'était une commune à part entière avant la fusion des communes de 1977. Sa superficie est de 321 ha.

## Toponymie
Aineffe porta différents noms : Honari (911), Hanafie, Hienafie, Hunafia et Aeneffe. Étymologiquement, Ain dérive du prénom Agino (ou Aino). Le suffixe -effe donne au nom une valeur adjective. Aineffe est donc mis pour Aginus ou Ainus.

## Démographie
- Sources:INS, Rem:1831 jusqu'en 1970=recensements, 1976= nombre d'habitants au 31 décembre

### Évolution de la population
- 1693 : 47 habitants[4].
- 1816 : 95 habitants[5].
- 1825 : 105 habitants[4].
- 1840 : 140 habitants[5].
- 1890 : 240 habitants[5].
- 1920 : 260 habitants[4].
- 2005 : 286 habitants[4].

## Histoire
La plus ancienne mention d'Aineffe se trouve dans un diplôme du 1er juin 911 du Cartulaire de l'abbaye de Stavelot. Dans cet acte, Regnier, abbé dudit monastère, donne par échange à Harduin, quatre manses avec douze serfs situées à Honari (Aineffe), Versines (Viemme) et Serangio (Chapon-Seraing).
Depuis 1034, l'abbaye Saint-Laurent de Liège posséda des terres à Aineffe, qu'elle céda en 1092 à l'abbaye de Saint-Jacques.
Sous l'Ancien Régime, la seigneurie d'Aineffe faisait partie de la mense épiscopale de Liège. Le 7 septembre 1668, elle fut donnée en engagère à Pierre de Thiribu (1623-1690) par le prince-évêque Maximilien-Henri de Bavière (1621-1688). À cette occasion un dénombrement eut lieu. Aineffe ne faisait alors qu'une lieue de longueur et un « quart d'heure » en largeur et il ne s'y trouvait que dix-sept maisons.

### Liste des seigneurs d'Aineffe

#### Seigneurs engagiers
- 7 septembre 1668-29 avril 1690 : Pierre de Thiribu (1623-1690)[7].

## Patrimoine et culture

### Patrimoine architectural

#### La Chapelle Saint-Sulpice
La chapelle Saint-Sulpice date du XIe siècle, pour ce qui est de sa tour-clocher. Le bâtiment est classé depuis le 1er août 1933.

#### Autres bâtiments remarquables
- Château d'Otreppe
- Le Vieux château d'Aineffe, XVIIIe siècle. La propriété a appartenu aux Thiribu, aux Grimont d'Aineffe, aux Haneffe. Elle est actuellement en possession des Otreppe de Bouvette[9].
- La ferme Grimont, XVIIIe et XIXe siècles[10].
- La ferme de Thiribu, ancienne ferme du domaine seigneurial. Elle a appartenu à Jean-Guillaume de Thiribu et son épouse Marguerite. Elle fut transformée et remaniée en 1698-1699, en 1718 et en 1832[10].
- La ferme de la rue Champignotte, n° 1, XVIIIe et XIXe siècles[10].

## Sources
- Eugène De Seyn, Dictionnaire historique et géographique des communes belges, t. 1, Bruxelles, A. Bieleveld, 1933, 742 p.
- Histoire des différents villages de la commune de Faimes (Consulté le 24 novembre 2009).